# Real (hypermarché)
Pour les articles homonymes, voir Real.
Real GmbH, mieux connu sous le nom de mein real (plus tôt stylisé « real,– ») est une chaîne d'hypermarchés allemande et appartenait au groupe Metro jusqu'en juin 2020.
Outre les aliments, l'enseigne Real offre également un large assortiment de produits ménagers, d'appareils électriques, de livres, de textiles, de chaussures, d'articles de sport et encore de la papeterie.

## Histoire
En 1992, Real fut créée par une fusion des enseignes Divi, Basar, Continent, Esbella et Real-Kauf, et plus tard suivent Massa, Massa-Mobil, Meister, BLV, Huma et encore Suma.
En 1998, 94 hypermarchés de Allkauf et 20 hypermarchés Kriegbaum en Allemagne du Sud ont été transformés en Réal.
En 2006, le groupe Metro AG a acquis 85 hypermarchés de l'enseigne Walmart en Allemagne et 26 Géant Casino en Pologne du groupe Casino. Tous ces magasins ont été rebaptisés « Real ».
En novembre 2012, il a été confirmé qu'Auchan remplacera tous les hypermarchés Real en Russie et en Ukraine, 49 en Pologne et 20 en Roumanie.
Real fait partie du groupe SCP depuis juin 2020. D'ici 2022, tous les marchés devraient être vendus ou fermés. Début 2022, il a été annoncé qu'environ 60 succursales resteraient en tant que Real.

## Implantations
| Pays                    | 1er hypermarché | Fermeture | Nombre de magasins |
| ----------------------- | --------------- | --------- | ------------------ |
| Implantations actuelles |                 |           |                    |
| Allemagne               | 1992            |           | 124                |
| Au total                |                 |           | 124 magasins       |
| Anciennes implantations |                 |           |                    |
| Pologne                 | 1998            | 2016      | 0 (57 en 2012)     |
| Roumanie                | 2005            | 2020      | 0 (2 en 2020)      |
| Russie                  | 2005            | 2013      | 0 (16 en 2012)     |
| Turquie                 | 1997            | 2017      | 0 (13 en 2016)     |
| Ukraine                 | 2008            | 2012      | 0 (2 en 2012)      |

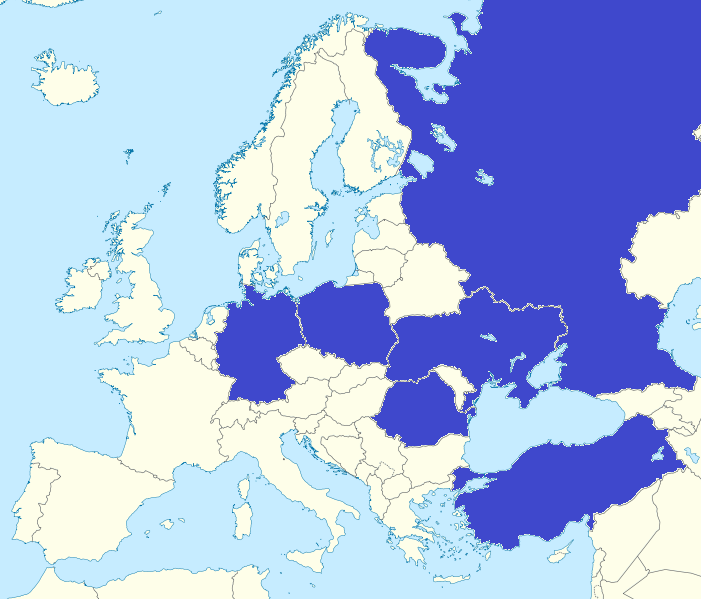
Présence de Real en Europe de 2009 à novembre 2012

Les magasins d'Europe de l'Est (16 en Russie et 2 en Ukraine) ont été cédés au groupe Auchan fin 2012, pour devenir des hypermarchés Auchan.

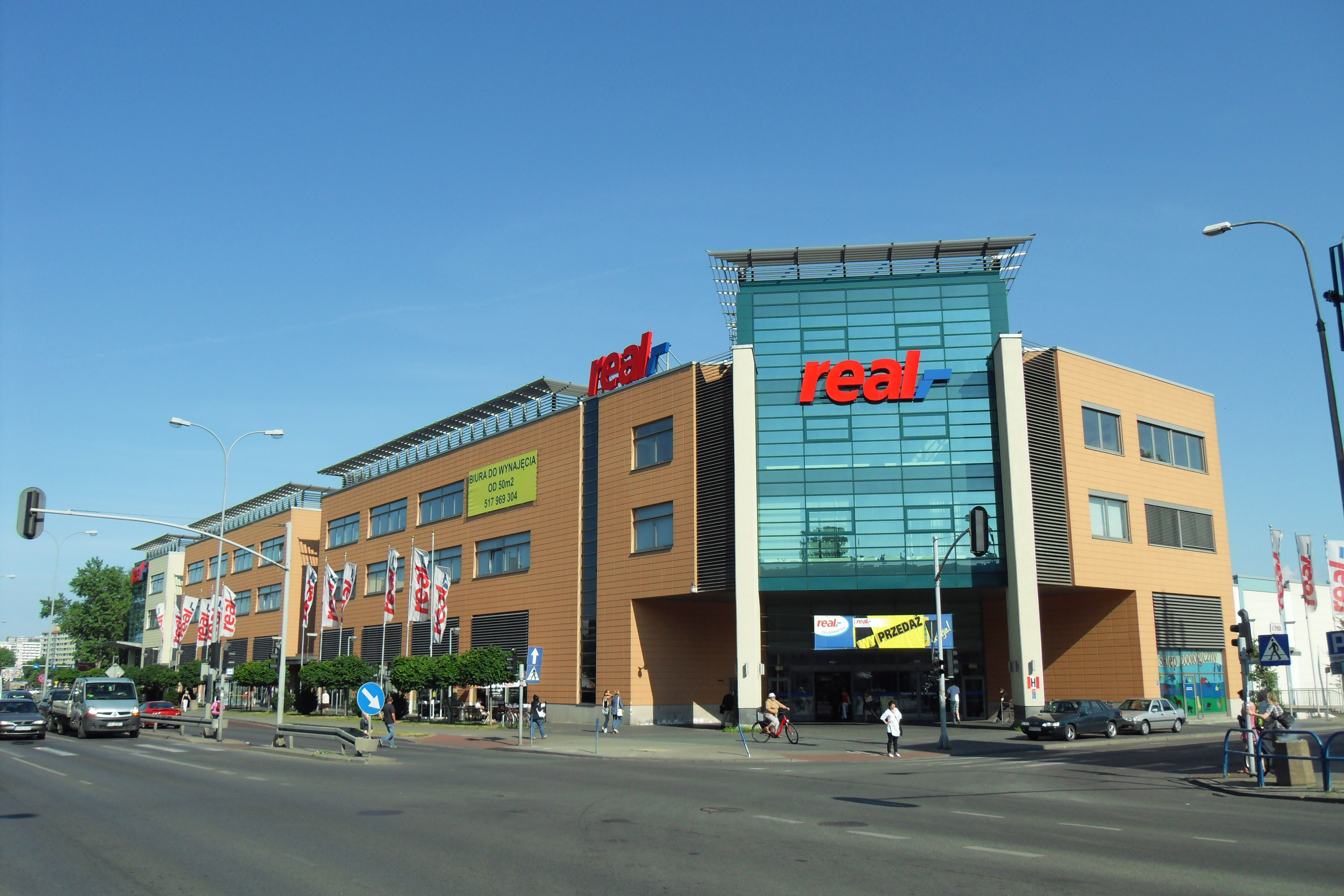
Un hypermarché Real dans un centre commercial à Dantzig en Pologne.
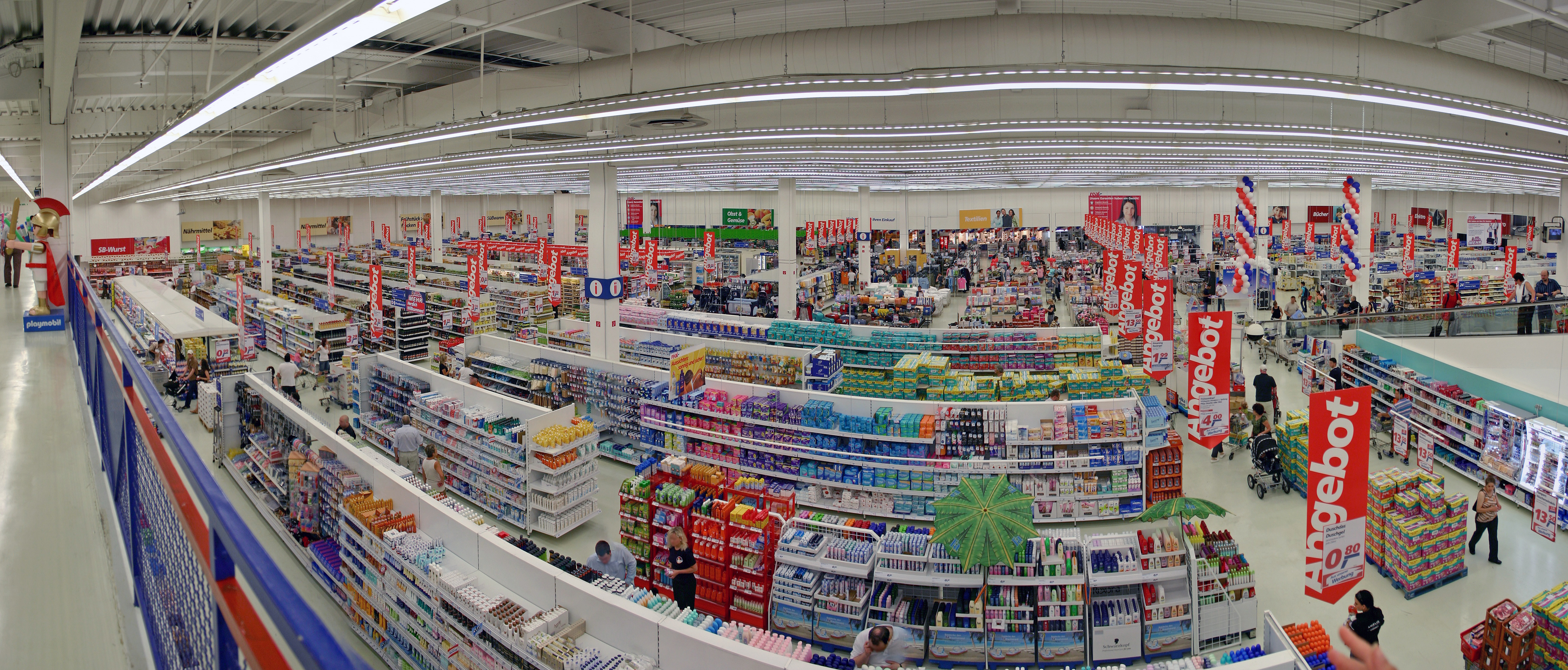
Intérieur d'un hypermarché ouvert en mai 2007 à Wurtzbourg, Allemagne.
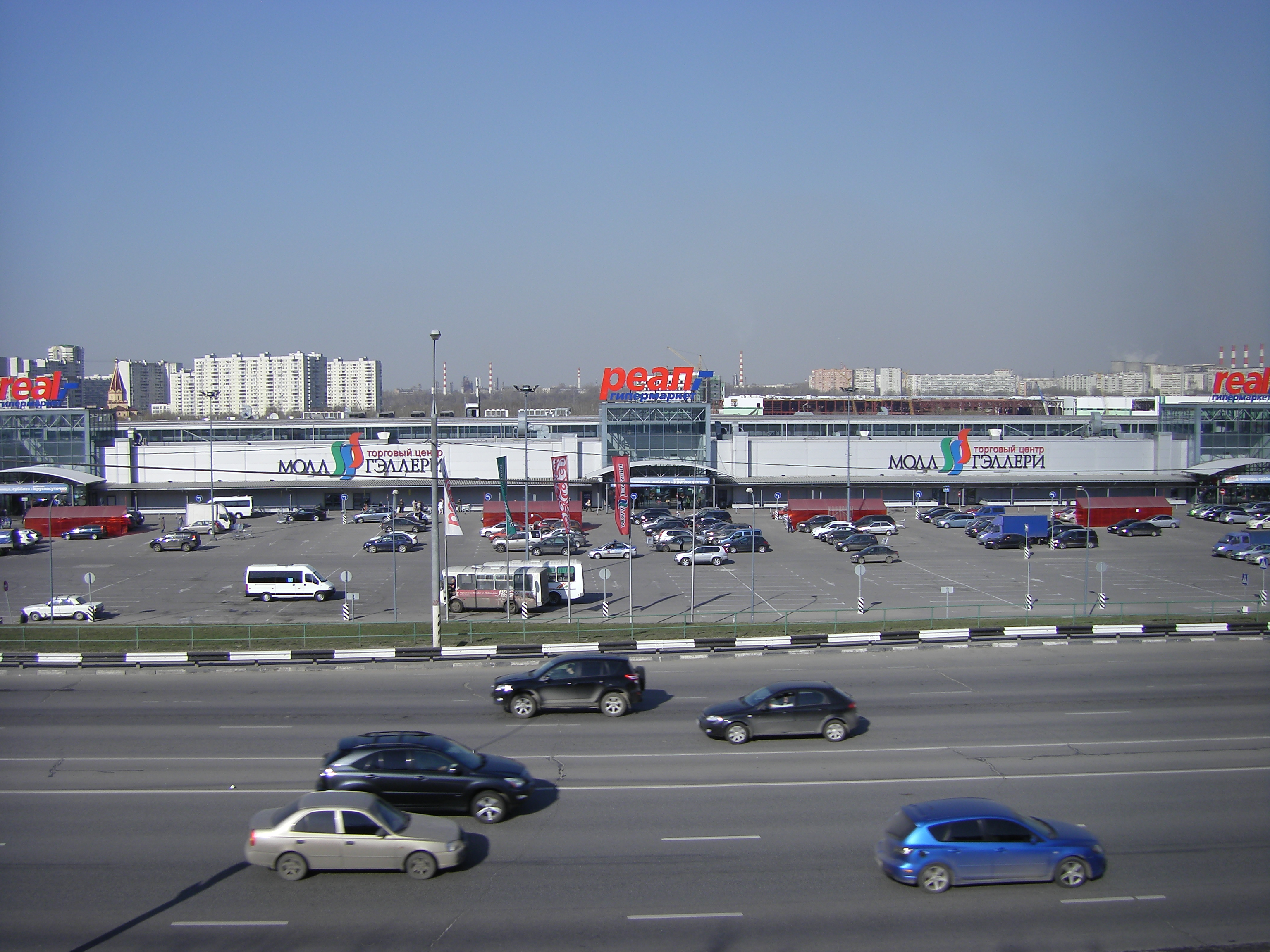
Un ancien hypermarché Real («Реал») en avril 2013, à Moscou en Russie.